# 鸿孕当头 (泰国电视剧)
《鸿孕当头》是一部由纳瓦·君拉纳拉、苏婉浓·孔迎、多姆·海特拉库、玛娜莎楠·潘叻翁固主演的泰国爱情喜剧。此剧于2020年5月4日起每周一至周四晚上8时15分在泰国One 31台播出，直至2020年至6月11日播毕。剧情主要讲述了一名女子因为一起医疗事故怀意外上前男友孩子的故事。

## 演员阵容
以下部分整理资料自：

### 主要演员
- 纳瓦·君拉纳拉 饰演 Sibtid

Godchamon的初恋，Pin的丈夫。
- 苏婉浓·孔迎 饰演 Godchamon / Giew

事业心强的导演。Sibtid的初恋，Piang的妻子。
- 多姆·海特拉库（英语：Dom Hetrakul） 饰演 Piang Pansaeng

同性恋，Godchamon的丈夫。
- 玛娜莎楠·潘叻翁固 饰演 Pin

Sibtid的妻子。

### 其他演员
- 普琳拉达·得乌冬 饰演 Emika
- 娜帕拉·吉拉威宋誊功 饰演 Tokyo
- 肖邦·努钦特拉（Chopin Noochintra） 饰演 Non
- 阿缇提雅·考夫玛（Athitiya Kaufma） 饰演 Arthur
- 苏拉萨科·柴亚特（Surasak Chaiat）
- 索拉朋·切特里 饰演 Chao Peng Pansaeng
- 普拉塔娜·班宗桑 饰演 Nune

### 客串演员
- 杰迪帕·迪拉朋帕 饰演 医生
- 拉查梅特·柴亚皮查亚拉（Ratchamet Chaiyaphitchayarat）